# Transparentbild
Transparentbilder, früher als Diaphanien, seltener auch Vitreauphanien bezeichnet, sind Darstellungen vor allem auf Papier, deren dekorative Motive im durchfallenden Licht farbkräftig leuchten. 

## Geschichte
Schon am Anfang des 19. Jahrhunderts wird von Kupferstichen berichtet, die mit ölhaltigen Farben koloriert waren. Andere Hersteller bearbeiteten das Trägerpapier mit Islandmoos und Gelatine zur Erzielung von Transparenz.
Um 1875 bis 1910 waren Diaphanien als Schmuck von Fenstern und Glastüren in bürgerlichen Wohnungen außerordentlich verbreitet. Die Motive orientierten sich gern an Glasmalereien mit ihren hervorgehobenen Konturen. Ein Sonderfall der Diaphanien waren die aus gepresstem Papier hergestellten Lithophanien, die ähnlich wie ihr namensgebendes porzellanenes Vorbild ihre Bildwirkung aus den je nach Papierstärke unterschiedlich leuchtenden Grautönen bezogen. Wegen der Empfindlichkeit der verwendeten Materialien haben kaum historische Beispiele überdauert, selbst in kulturhistorischen Museumssammlungen sind sie ganz selten.
Häufiger haben sich die in Guckkästen vorgeführten Blätter erhalten, die, wenn entsprechend präpariert, ebenfalls als Transparentbilder bezeichnet wurden.